# سونيا ديلوناي
سونيا ديلوناي (بالفرنسية: Sonia Delaunay)‏ (14 نوفمبر 1885- 5 ديسمبر 1979)، فنانة روسية من أصل أوكراني، وقضت معظم حياتها العملية في باريس. تدربت رسميًا في روسيا وألمانيا قبل الانتقال إلى فرنسا وتوسيع ممارساتها، لتشمل المنسوجات والأزياء والتصميم المسرحي. شاركت وزوجها روبرت ديلوناي وآخرون بتأسيس الحركة الفنية الأورفانية، واشتهرت باستخدامها الألوان القوية والأشكال الهندسية. كانت أول فنانة حيّة تفتتح معرضًا استعاديًا في متحف اللوفر في عام 1964، وعُيّنت في عام 1975 مسؤولة وسام جوقة الشرف.
تضمن عملها في التصميم الحديث مفاهيم التجريد الهندسي، ودمج الأثاث وأقمشة وأغطية الجدران والملابس في ممارساتها الفنية.

## السيرة الذاتية
النشأة (1885-1904)
ولدت سارة إلينتشنا ستيرن غالبًا في 14 نوفمبر عام 1885 في هراديزك في أوكرانيا (بولتافا أوبلاست اليوم) والتي أصبحت جزءًا من الإمبراطورية الروسية. كان والدها رئيس العمال في مصنع للمسامير. انتقلت في سن مبكرة إلى سانت بطرسبرغ، حيث اعتنى بها شقيق والدتها هنري تيرك. كان هينري محامٍ ناجح وثريّ، وأرادت زوجته آنا تبنّيها لكن والدتها لم تسمح بذلك. تبنّتها عائلة تيرك أخيرًا في عام 1890. حملت اسم سونيا تيرك وتربّت تربية مميزة عند عائلة تيرك. أمضوا الصيف في فنلندا وسافروا على نطاق واسع في أوروبا، وقدموا سونيا إلى المتاحف والمعارض الفنية. التحقت بمدرسة ثانوية محترمة في سانت بطرسبرغ عندما كانت في السادسة عشرة من عمرها، ولاحظ معلمها مهارتها في الرسم. أُرسلت إلى مدرسة الفنون في ألمانيا بناءً على اقتراح معلمها، عندما كانت في الثامنة عشرة من عمرها، والتحقت بأكاديمية الفنون الجميلة في كارلسروه. درست في ألمانيا حتى عام 1905 ثم انتقلت إلى باريس.
باريس (1905-1910)
التحقت بأكاديمية لا باليت في مونبارناس. أمضت وقتاً أقل في الأكاديمية ومعظم الوقت في صالات العرض حول باريس، إذ كانت غير راضيةٍ عن طريقة التدريس في الأكاديمية، واعتقدت أنها حرجة جدًا. تأثر عملها الخاص خلال تلك الفترة بشدة بالفن الذي كانت تشاهده، بما فيه فن ما بعد الانطباعية لفان خوخ وغوغان وهنري روسو، والفوفية بما في ذلك ماتيس ودرين. انخرطت في «زواج مصلحة» في عام 1908 مع تاجر الفن الألماني وصاحب المعرض فيلهلم أوهد، ما سمح لها بالحصول على مهرها وسمح له بالتغطية على مثليته الجنسية. دخلت سونيا تيرك عالم الفن عبر المعارض في صالة عرض أوهد واستفادت من علاقاته.
زارت والدة روبرت ديلوناي، الكونتيسة دي روز معرض أوهد بشكل منتظم برفقة ابنها أحياناً. التقت سونيا تيرك بروبرت ديلوناي في أوائل عام 1909، وأصبحا عشيقين في أبريل من ذلك العام، وقررت أنها يجب أن تطلّق هي وأوهد. انتهت عملية الطلاق في أغسطس عام 1910. كانت سونيا حاملًا عندما تزوجت هي وروبرت في 15 نوفمبر عام 1910. ولد ابنهما تشارلز في 18 يناير عام 1911. دعمتهم عمة سونيا في سانت بطرسبرغ بإعانة.
قالت سونيا عن روبرت: «وجدت في روبرت ديلوناي شاعرًا. شاعرًا لم يكتب بالكلمات، إنما بالألوان».

## روابط خارجية
- سونيا ديلوناي على موقع IMDb (الإنجليزية)
- سونيا ديلوناي على موقع الموسوعة البريطانية (الإنجليزية)
- سونيا ديلوناي على موقع مونزينجر (الألمانية)
- سونيا ديلوناي على موقع ديسكوغز (الإنجليزية)